# Primera Liga de Eslovenia 1993-94
La PrvaLiga de Eslovenia 1993-94 fue la tercera edición de la máxima categoría del fútbol esloveno. Inició el 22 de agosto de 1993 y finalizó el 12 de junio de 1994. El campeón fue por tercera vez consecutiva el NK Olimpija Ljubljana.

## Tabla de posiciones
| Pos | Equipo             | PJ | PG | PE | PP | GF | GC | Dif | Pts |
| --- | ------------------ | -- | -- | -- | -- | -- | -- | --- | --- |
| 1   | Olimpija           | 30 | 23 | 5  | 2  | 95 | 20 | +75 | 51  |
| 2   | Mura               | 30 | 19 | 7  | 4  | 59 | 23 | +36 | 45  |
| 3   | Maribor            | 30 | 16 | 10 | 4  | 55 | 24 | +31 | 42  |
| 4   | Celje              | 30 | 14 | 10 | 6  | 50 | 34 | +16 | 38  |
| 5   | Gorica             | 30 | 12 | 11 | 7  | 40 | 38 | +2  | 35  |
| 6   | Potrošnik Beltinci | 30 | 13 | 6  | 11 | 57 | 40 | +17 | 32  |
| 7   | Koper              | 30 | 11 | 10 | 9  | 43 | 38 | +5  | 32  |
| 8   | Naklo              | 30 | 11 | 7  | 12 | 32 | 40 | –8  | 29  |
| 9   | Rudar Velenje      | 30 | 10 | 7  | 13 | 37 | 49 | –12 | 27  |
| 10  | Izola              | 30 | 9  | 8  | 13 | 45 | 51 | –6  | 26  |
| 11  | Ljubljana          | 30 | 8  | 9  | 13 | 29 | 44 | –15 | 25  |
| 12  | Primorje           | 30 | 8  | 8  | 14 | 46 | 55 | –9  | 24  |
| 13  | Svoboda            | 30 | 9  | 5  | 16 | 31 | 59 | –18 | 23  |
| 14  | Jadran Dekani      | 30 | 7  | 7  | 16 | 25 | 50 | –25 | 21  |
| 15  | Slovan             | 30 | 5  | 8  | 17 | 35 | 70 | –35 | 18  |
| 16  | Krka               | 30 | 2  | 8  | 20 | 14 | 58 | –44 | 12  |

PJ = Partidos jugados; PG = Partidos ganados; PE = Partidos empatados; PP = Partidos perdidos; GF = Goles anotados; GC = Goles recibidos; Dif = Diferencia de goles; Pts = Puntos
|  | Copa de la UEFA      |
|  | Recopa de Europa     |
|  | Descenso a la 2. SNL |

| Bandera de Eslovenia       |
| Campeón Olimpija 3° título |